# Nyckelmossetjärnet
Nyckelmossetjärnet är en sjö i Färgelanda kommun i Dalsland och ingår i Örekilsälvens huvudavrinningsområde.